# 陈野苹
陈野苹（1915年4月—1994年8月17日），原名陈荣檀，男，四川冕宁人，中华人民共和国政治人物，曾任中共中央组织部部长、顾问，中国共产党第八届、十二届、十三届、十四届代表，中央顾问委员会委员，第五届全国政协委员。

## 生平
陈野苹是四川省冕宁县城厢镇三分屯村人。1930年就读于四川省立第二师范学校。1933年夏从中国共产主义青年团转为中国共产党党员。1933年9月任中共西昌特支干事兼省立第二师范学校中共党支部书记。1935年5月20日中央红军长征过冕宁，与廖志高等地下党组织群众欢迎红军，任冕宁革命委员会主席，成立冕宁县工委任书记，组建冕宁县抗捐军任政委。
1937年任四川华（阳）仁（寿）特支书记、中共庆符书记。1938年任中共江北县委书记。1938年12月31日至1939年9月下旬，受川东特委委派，任泸县中心县委组织部长。1941年2月下旬因活动暴露调广安中心县委工作，接任的代理书记郭福裕被捕叛变，江安县委书记姜明远、委员孔祥钦、田文西和中心县委下属赤水特支书记田崇尧、委员张耀龙、沈际昌等多人先后被捕，原中共赤水特支书记傅方权被捕后被秘密杀害。1943年7月入延安中央党校学习，中央党校六部党支部书记。1945年到《新华日报》社工作，任中共四川省委组织部部长。
解放战争中任中共中央城市工作部党务组研究员。后在川干队政治处工作一段时间，中共两郧地委组织部副部长，准备随军入川。
中华人民共和国成立后，任中共中央西南局组织部干部处长，秘书长、副部长兼直属机关党委书记，中共中央组织部财贸干部处处长、干部训练处长。1960年9月任中共中央组织部常务副部长兼秘书长。1978年再次出任中共中央组织部常务副部长，负责“老干部接待组”，明确提出要把接谈室装修好，配备沙发、准备茶水，营造“家”的氛围。1980年7月22日《国内动态清样》登载了“国家人事局在华东、东北、华北分片召开夫妻分居干部调整会议收到良好效果”的消息，胡耀邦在此件上批给陈野苹：“这是件大好事，只要有可能就要加以解决。什么问题控制得死死的，唱高调、耍态度，事不关己，高高挂起，这样的人做干部工作、人事工作、劳动工资工作不可能建立威信。”“这确实是个大问题，是关系解决一个相当数量的国家干部、职工的正当要求，调动他们的工作积极性，杜绝不正之风的大问题，必须予以应有的重视。过去我们没有可能加以解决，现在已经开始具备了一定的条件，愈往后愈有条件了。要有计划地分期分批加以解决，争取三到五年解决。”批示下达后立即引起各级党政领导的重视，为这项工作大开绿灯。1982年中共十二大上被选为中共中央顾问委员会委员。1983年2月以中顾委委员身份，接任宋任穷（任中央政治局委员、中央书记处书记，分管组织工作）中央组织部部长职务，实际上为「过渡」式人物；李锐任中组部第一副部长，是中组部唯一的中央委员。1983年5月28日，时任财政部部长王丙乾将组建审计署选调干部缓慢的情况向姚依林副总理做了报告，并附了一张拟向中央各部选调12名司局级干部名单。姚依林副总理第二天就对报告做了批示：“野萍同志，丙乾同志对中央审计机关架子搭不起来很着急，请你务必关心一下此事，至感。”5月30日，陈野苹对姚依林批给他的报告，又做了如下指示，“所提名单合适都调，不要讲价钱，在五天之内解决，不超过一星期，希望各部大力支援，调配局忙不过来，请经济干部局积极协助。”此后，有8名司局级干部服从组织安排到审计机关筹备组报到。1984年4月，卸任中央组织部部长职务，由乔石接任，改任中央组织部顾问。1987年中共十三大上，连任中央顾问委员会委员。